# Elice (astronomia)
Elice, o Giove XLV, è un piccolo satellite naturale di Giove.

## Scoperta
È stato scoperto nel 2003 da una squadra di astronomi dell'Università delle Hawaii guidata da Scott S. Sheppard, e composta da David Jewitt, Jan Kleyna, Yanga Fernández e Henry Hsieh. Al momento della scoperta ha ricevuto la designazione provvisoria S/2003 J 6.

## Denominazione
Nel 2005, l'Unione Astronomica Internazionale (IAU) gli ha assegnato la denominazione ufficiale in riferimento a Elice, una delle due ninfe nutrici di Zeus durante la sua infanzia a Creta.

## Parametri orbitali
In base ai suoi parametri orbitali, Elice è considerato appartenere al gruppo di Ananke, costituito dai satelliti naturali di Giove irregolari caratterizzati da un moto retrogrado attorno al pianeta, da semiassi maggiori compresi fra i 19,3 e i 22,7 milioni di km e da inclinazioni orbitali prossime ai 150° rispetto all'eclittica.
Il satellite è caratterizzato da un moto retrogrado; ha un diametro di circa 4 km e orbita attorno a Giove in 601,402 giorni, a una distanza media di 20,54 milioni di km, con un'inclinazione di 155° rispetto all'eclittica (156° rispetto al piano equatoriale del pianeta) e un'eccentricità orbitale di 0,1375. La sua velocità orbitale media è di 2,48 km/s.